# Сахиуни, Бурхан
Бурха́н Сахиуни́ (араб. برهان أحمد صهيوني; род. 7 апреля 1986, Дамаск) — сирийский футболист, полузащитник, с 2004 года игрок профессиональных футбольных клубов Сирии, Ирака и Ливана, а также член национальных сборных Сирии — молодёжной и с 2007 года взрослой.
По состоянию на 5 июня 2016 года принял участие в 32 играх национальной сборной, в которых забил 2 мяча.

## Карьера

### Клубы
Начал играть дома в Идлибе в клубе «Омайя» в 2004 году.
В 2006 году перешёл в «Аль-Джаиш» (Дамаск) в котором выиграл чемпионат Сирии в 2010 году.
В 2011 году переехал в город Дахук (в Иракском Курдистане), где выступал за одноимённый клуб.
В 2013 году перешёл в футбольный клуб «Эрбиль» в столицу Иракского Курдистана Эрбиль.
Летом 2014 года вернулся обратно в «Дахук».
В январе 2015 года был куплен иракским клубом «Наджаф» (в одноимённом городе), выступающим в Премьер Лиге Ирака, а летом 2015 года переехал в Ливан, в «Аль-Мабарра» (Бейрут), выступающий в Премьер Лиге Ливана.
В январе 2016 года вернулся домой, в «Аль-Вахда» (Дамаск).

### Национальная сборная
В октябре 2005 года в составе национальной молодёжной сборной Сирии принял участие в 2-х играх молодёжного чемпионата мира по футболу (с Колумбией и Бразилией), проходивших в Нидерландах в городе Тилбурге.
Во взрослой сборной дебютировал 8 октября 2007 в матче Сирия—Афганистан (3-0), состоявшемся в Дамаске в рамках отборочного турнира на чемпионат мира по футболу 2010 года. Всего в том же году принял участие в 3-х матчах указанного турнира.
Свой первый гол в сборной забил 17 августа 2011, в товарищеском матче Ливан−Сирия (2-3), в котором сравнял счёт 1-1.
В 2011 году в составе национальной сборной участвовал в Кубке Азии.
По состоянию на 5 июня 2016 года принял участие в 32 играх национальной сборной, в которых забил 2 гола.